# كارل فروش
كارل فروش (بالإنجليزية: Carl Froch)‏ مواليد 2 يوليو 1977 في نوتنغهام، هو ملاكم بريطاني بدأ مسيرته الاحترافية سنة 2002 حيث انتصر في نزاله الأول. حقق بطولة المجلس العالمي للملاكمة.

## المسيرة الاحترافية
من نزالاته:
- انتصر على ميكيل كيسلر (2013).
- انتصر على لوتشيان بوته بالضربة الفنية القاضية (2012).
- خسر أمام أندريه وارد (2011).
- انتصر على آرثر إبراهام (2010).
- خسر أمام ميكيل كيسلر (2010).
- انتصر على جيرمين تايلور بالضربة الفنية القاضية (2009).

## إحصائيات
خاض خلال مسيرته 35 نزالا، فاز في 33 وخسر في 2. فاز بالضربة القاضية في 24 نزالا.

## وصلات خارجية
- كارل فروش على موقع بوكس ريك (الإنجليزية) (registration required)

- الموقع الرسمي